# Ústředí vědeckého výzkumu
Ústředí vědeckého výzkumu byl nadřízený orgán zřízený při Státním úřadu plánovacím sedmi ústředních vědeckých ústavů vzniklých 1. července 1950 dle vládního nařízení č. 80/1950 Sb. ze dne 20. června 1950.
- Ústřední ústav biologický
- Ústřední ústav chemický
- Ústřední ústav fysikální
- Ústřední ústav geologický
- Ústřední ústav matematický
- Ústřední ústav polarografický
- Ústřední ústav astronomický

## Vznik a zánik
Ústředí bylo zřízeno v roce 1949 dle zákona o organisaci výzkumnictví a dokumentační služby za účelem vybudování jednotné organisace výzkumnictví a veškeré dokumentační služby a k jejich plánovitému řízení při Státním úřadě plánovacím. Ústředí vědeckého výzkumu bylo v roce 1951 přejmenováno na Ústředí výzkumu a technického rozvoje, které bylo zrušeno usnesením vlády ze dne 7. 11. 1951.

## Vnitřní organizace
V čele ústředí byl předseda, kterého zastupoval náměstek. Předseda a jeho náměstek byli státními zaměstnanci; ustanovoval a odvolával je prezident republiky na návrh vlády. Předseda Ústředí organizoval a řídil práce ústředí a výzkumnické rady. Jako regionální orgán ústředí se ještě zřídilo dle stejného zákona při slovenském plánovacím úřadě Slovenské ústředí vědeckého výzkumu. 
Jednotlivé ústřední vědecké ústavy spravoval ředitel, kterého zastupoval náměstek. Oba jmenovala vláda na návrh ministra a předsedy státního úřadu plánovacího po konzultaci s předsedou Ústředí vědeckého výzkumu. Jako pomocný orgán ředitele ústředního ústavu se zřizoval poradní sbor. Členy poradního sboru (max. 15 členů) jmenoval předseda Ústředí vědeckého výzkumu na návrh ředitele ústředního ústavu, a to ze zástupců zúčastněných ministerstev, podniků, vysokých škol a tzv. masových organisací (ROH,SSM).